# Castello di Bramber
Il castello di Bramber (in inglese Bramber Castle) è una motta castrale in rovine che si trova nella parrocchia civile di Bramber, a sud di Horsham nella contea del West Sussex, in Inghilterra, Regno Unito. Il complesso, che risale all'XI secolo, viene considerato un monumento classificato di primo grado per il suo particolare interesse storico e architettonico.

## Storia

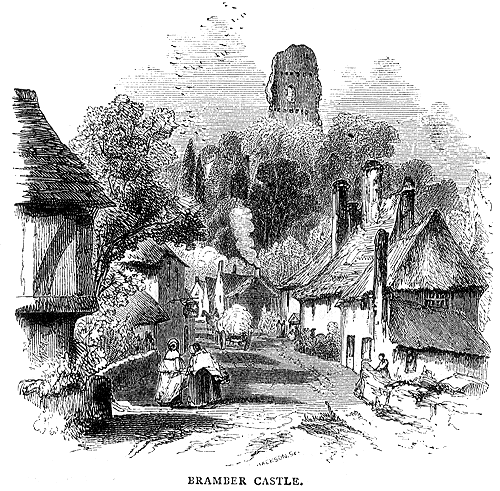
Castello di Bramber in una stampa del 1899

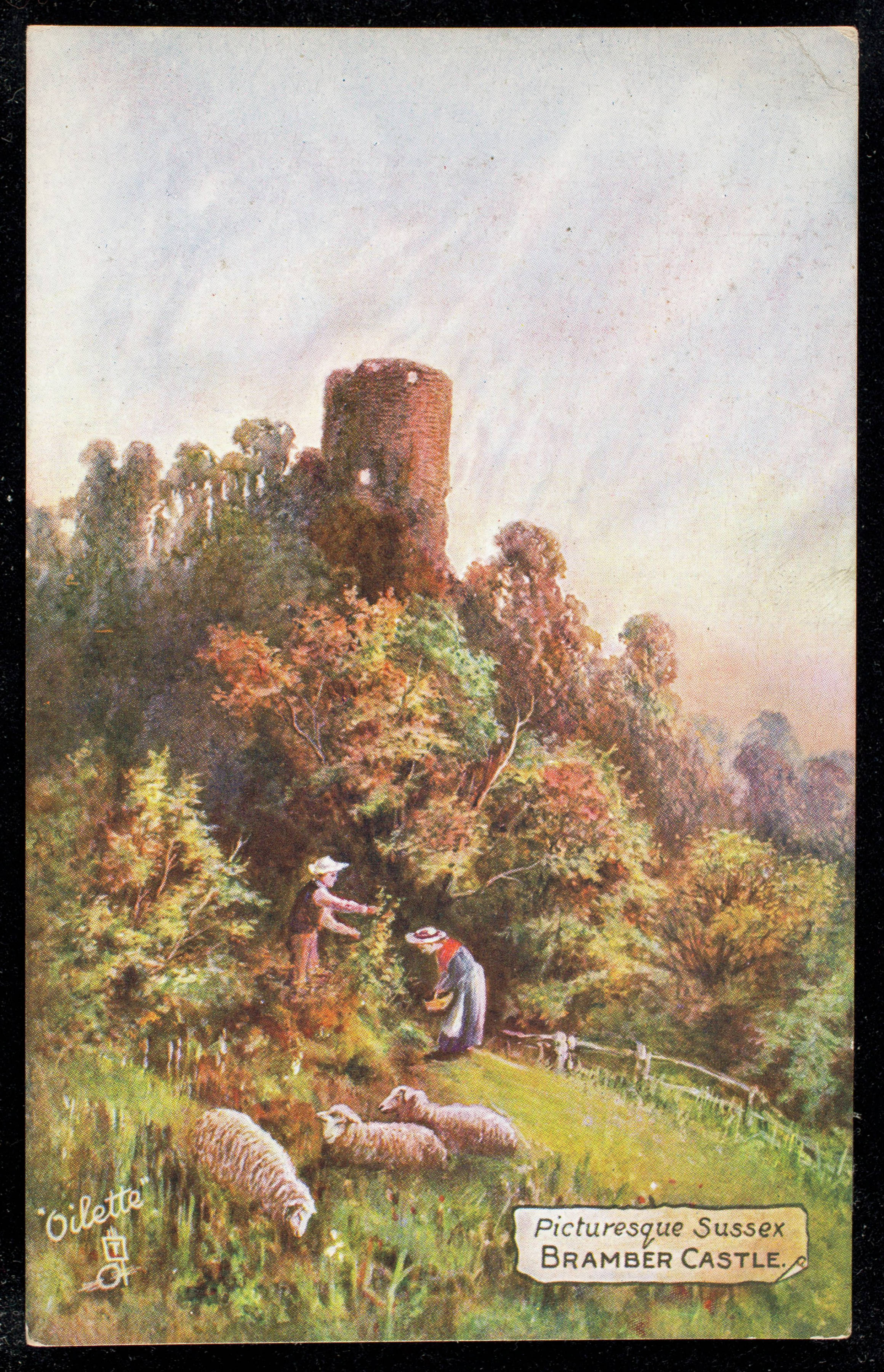
Castello di Bramber in una cartolina postale dell'inizio del XX secolo

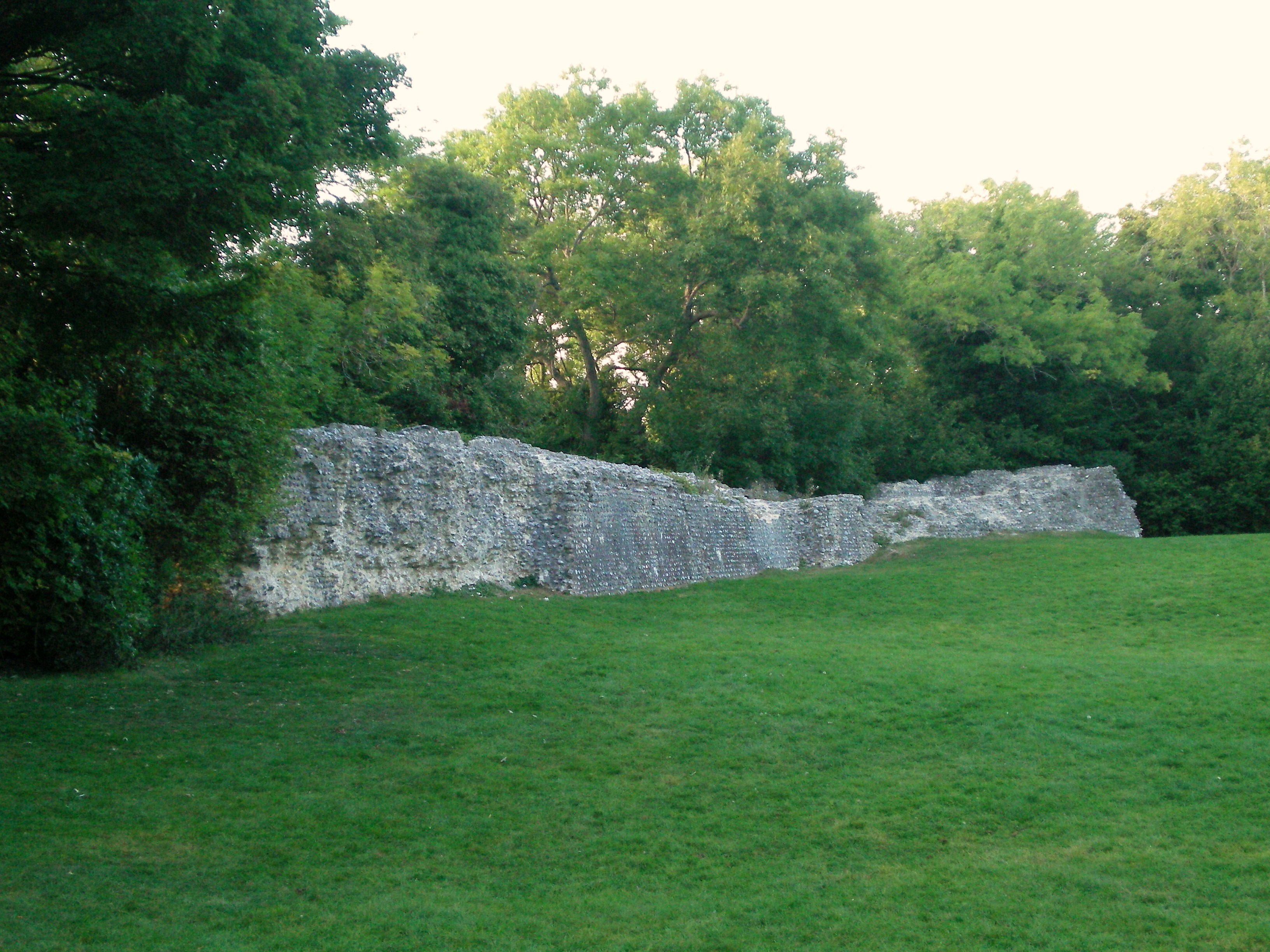
Parte delle mura residue

Il castello normanno venne costruito da William de Braose attorno al 1075 come centro difensivo e amministrativo per la nuova colonia di Bramber sotto forma di motta castrale che fu innalzata di 9 metri sopra il livello del poggio usando marna estratta da un fossato di circa 15-17 metri di larghezza e fino a 4 metri di profondità. L'intera sommità del poggio, 170 metri da nord a sud per 85 metri da est a ovest, fu racchiusa da un muro o palizzata e una guardiola in pietra che sorvegliava l'unico ingresso sul lato sud. La motta fu presto abbandonata in favore di una torre di guardia in pietra di tre piani costruita sopra la guardiola e il fossato della motta fu riempito. Un fossato esterno, che in alcuni punti scendeva fino a 25 metri sotto la sommità del poggio, fu scavato attorno al poggio e sul suo bordo esterno fu costruita una diga per rafforzare ulteriormente le difese. Intorno alla sommità del poggio il muro fu rinnovato o sostituito in pietra e sopravvive ancora fino a un'altezza di circa 3 metri sul lato ovest. All'interno del castello c'erano diversi edifici utilizzati fino al XV secolo. Le fondamenta del ponte di accesso sul lato sud del castello sopravvivono sotto la struttura che ci è pervenuta. Un cedimento su larga scala ha causato la rovina del castello durante il XVI secolo. Il castello fu brevemente un possedimento reale dal 1208, ma fu restituito alla famiglia de Braose durante il regno di Enrico III d'Inghilterra. Bramber fu una delle sei regioni amministrative del Sussex, ciascuna delle quali era controllata da un castello, dopo la conquista normanna nel 1066. Il mantenimento della conquista si basava su buone comunicazioni e sul supporto della Normandia. Fondamentale per questo obiettivo era il controllo del Sussex, dovuto ai porti naturali e alla relativa vicinanza alla Francia settentrionale. Di conseguenza, Guglielmo I divise l'area in una serie di zone concedendole a ciascuno dei suoi più fidati sostenitori che a loro volta vi costruirono fortificazioni per garantire un controllo efficace. Oltre al castello di Bramber le altre fortificazioni furono a Chichester, Arundel, Lewes, Pevensey e Hastings. Il castello era ancora in possesso della famiglia de Braose durante il regno di re Giovanni, ma l'allora proprietario, un altro William de Braose, fu sospettato di slealtà e il castello fu confiscato. Questo duro trattamento alla fine portò alla rivolta dei baroni e alla firma della Magna Carta. Re Giovanni tenne così il castello per un breve periodo, ma è noto che eseguì delle riparazioni agli edifici. Il castello tornò alla famiglia de Braose fino al XIV secolo, quando passò alla famiglia Mowbray. Dopo la rovina del castello dovuta al cedimento, la sua muratura fu utilizzata per costruire strade nella zona. Il castello potrebbe essere stato brevemente occupato dalle forze parlamentari durante la guerra civile. Gli scavi hanno rivelato che l'area a nord del corpo di guardia era costruita con argilla e gesso e vi furono eretti una serie di edifici. Durante la seconda guerra mondiale il sito fu brevemente fortificato e vi vennero installate due casematte.

## Descrizione
Il castello si trova a Bramber, a sud di Horsham nel West Sussex in Inghilterra, Regno Unito. Si tratta di un'ampia struttura ormai in rovine che era racchiusa da un muro e con un corpo di guardia in pietra. Tutto ciò che rimane del castello è il tumulo su cui sorgeva e frammenti di muratura del muro circostante. Gli scavi del 1988 su una piccola sezione del muro di cinta sul lato ovest del castello rivelano che si trattava di una ricostruzione tardiva, forse risalente al XIV secolo in cima al muro originale dell'inizio del XII secolo. È stata anche rivelata una possibile struttura in legno risalente al XV-XVI secolo. Gli scavi hanno rivelato che l'area a nord del corpo di guardia era costruita con argilla e gesso e vi furono eretti una serie di edifici. Una cucina si trovava a ovest. L'area fu utilizzata come discarica nel XIV secolo, quando gli edifici a est della motta potrebbero essere diventati l'alloggio principale. I corsi inferiori di queste strutture sono ancora visibili.

## Monumento classificato
Il castello di Bramber dal 15 marzo 1955 viene giudicato una struttura di particolare interesse storico e architettonico in Inghilterra o Galles, classificata come monumento di primo grado.